# Laurent Léonard
Laurent Léonard, né le 27 novembre 1974 à Ougrée, est un homme politique belge, membre du Parti socialiste (PS).
Échevin de la commune de Flémalle (Province de Liège) de 2000 à 2019, il est élu Député au Parlement wallon et au Parlement de la Communauté française de Belgique.  
Le 13 janvier 2023, il devient sénateur au Sénat de Belgique ainsi que vice-président du Parlement de la Communauté française.

## Biographie[1]
Laurent Léonard a commencé sa carrière professionnelle comme ouvrier qualifié dans la sidérurgie liégeoise sur le site de Chertal. Il entre ensuite chez RESA (société chargée de la distribution du gaz et de l'électricité en province de Liège) pour devenir responsable de la communication vers les communes membres.   
Par son grand intérêt pour la chose politique, il décide de suivre les traces de son père, Jean-Marie Léonard, qui fut, entre autres, Député wallon et Échevin de Flémalle.  
En 2001, Laurent Léonard est élu conseiller communal du PS à Flémalle et est désigné Échevin, poste qu’il occupera jusqu’en 2019. Depuis 2001, il accède d’abord à la Vice-présidence, puis à la Présidence, du Conseil de l'Enseignement des Communes et des Provinces (CECP). En 2003, il devient administrateur de Liege Airport. Il prend ensuite les fonctions de responsable des relations publiques, de 2007 à 2010, à l'Association Liégeoise du Gaz (ALG) et, à partir de 2010, au sein de l'intercommunale Nethys, où il est chargé de la communication avec les communes affiliées.
Aux élections régionales de mai 2019, Laurent Léonard est placé premier suppléant sur la liste PS sur l'arrondissement de Liège. En septembre 2019, il devient membre du Parlement wallon et du Parlement de la Communauté française, pour suppléer Christie Morreale désignée ministre wallonne. En janvier 2023, il prend la vice-présidence du Parlement de la Communauté française et devient Sénateur.
En février 2024, Laurent Léonard dévoile son premier ouvrage, "Entre Terril et Ciel Rouge", édité par Altura.

## Publications
- Entre terril et ciel rouge, Éditions Altura, 2024[2].